# Fleetway
La Fleetway, nota anche come Fleetway Publications e Fleetway Editions, era una casa editrice britannica che produceva principalmente riviste a fumetti per il Regno Unito. Inizialmente chiamata Amalgamated Press, di proprietà di Alfred Harmsworth, con sede a Fleetway House, entrò nel mercato dei fumetti dal 1890 con Comic Cuts e Illustrated Chips. Pubblicò anche giornali con romanzi a puntate (per esempio nella rivista The Thriller), in cui apparvero, tra le altre, storie di Edwy Searles Brooks. Nel 1959 il nome della società fu cambiato in Fleetway Publications e nel 1963 si fuse con la George Newnes Publishers e la Odhams Press per formare la IPC Media. Il nome della Fleetway venne ancora utilizzato per identificare il ramo editoriale dedicato ai fumetti della IPC, sebbene alcuni fumetti fossero pubblicati sotto il nome della stessa IPC. Nel 1987 tutti i fumetti furono raccolti nel ramo della Fleetway e venduti a Robert Maxwell. Nel 1991 questa divisione della Fleetway fu acquistata dalla Egmont che la fuse con la propria divisione editoriale dei fumetti con sede in Gran Bretagna, la London Editions, per creare la Fleetway Editions ma dopo il 2002 il nome Fleetway Editions cessò di essere utilizzato dalla Egmont sulle sue pubblicazioni.